# كعب بن معدان الأشقري
كعب بن معدان الأشقري الأزدي هو : أبو مالك كعب بن معدان من بنو أشقر وبنو أشقر بطن من دوس واسمه سعد بن عائذ بن مالك بن عمرو بن مالك بن فهم الأزدي، ,كانت أمهم تسمى الشقيراء، من عبد القيس.
شاعر فارس خطيب معدود في الشجعان، كان رفيق المهلب في جميع حروبه ومن أصحاب المهلب والمذكورين في حروبه للأزارقة وفيه سطر أروع القصائد ,أوفده المهلب بن أبي صفرة إلى الحجاج بن يوسف الثقفي ,وأوفده الحجاج إلى الخليفة عبد الملك بن مروان
عدّه الفرزدق من شعراء الإسلام الأربعة، وقال: شعراء الإسلام أربعة: أنا، وجرير، وكعب بن معدان الأشقري، والأخطل.
وكان الخليفة العباسي أبو جعفر المنصور يعجب بقوله في مدح المهلب ومن شعره: